# 鄧真
鄧真，江夏人。明朝政治人物、進士。
永樂九年（1411年）辛卯科三甲第二十五名進士，升監察御史。后再升山東按察使，轉為左布政使，死於任上。